# Choeroniscus

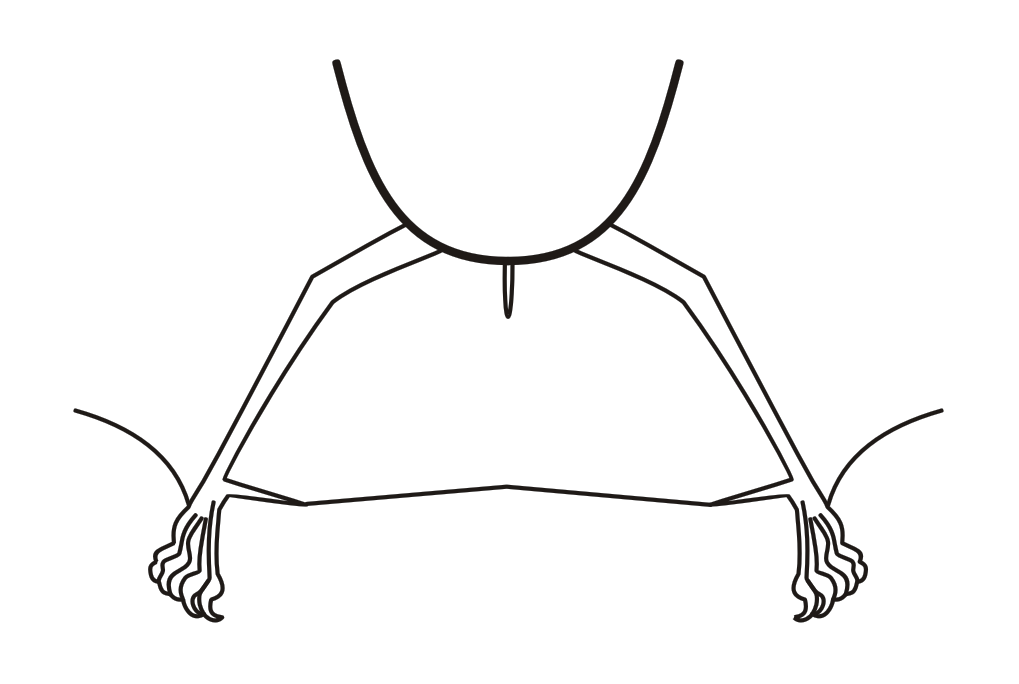
Illustrazione della parte posteriore di Choeroniscus

Choeroniscus (Thomas, 1928) è un genere di pipistrelli della famiglia dei Fillostomidi.

## Descrizione

### Dimensioni
Al genere Choeroniscus appartengono pipistrelli di piccole dimensioni, con lunghezza della testa e del corpo tra 47 e 70 mm, la lunghezza dell'avambraccio tra 31 e 41 mm, la lunghezza della coda tra 5 e 11 mm e un peso fino a 14 g.

### Caratteristiche craniche e dentarie
Le arcate zigomatiche sono incomplete. Gli incisivi superiori sono piccoli, della stessa lunghezza e separati tra loro. I molari superiori sono privi della caratteristica disposizione a W delle cuspidi.
Sono caratterizzati dalla seguente formula dentaria:

### Aspetto
Il colore della pelliccia varia dal marrone scuro al nerastro. Il muso è stretto e allungato, mentre la lingua è estensibile e fornita all'estremità di papille setolose. La foglia nasale è piccola e lanceolata. Le orecchie sono piccole, rotonde e separate. La coda è corta, mentre l'uropatagio è ben sviluppato.

## Distribuzione
Il genere è diffuso in America Centrale e meridionale.

## Tassonomia
Il genere comprende 3 specie.
- Choeroniscus godmani
- Choeroniscus minor
- Choeroniscus periosus